# Гала Михайло Валентинович
Гала Михайло Валентинович (рос. Гала Михаил Валентинович; 1 червня 1979, Старий Оскол, Бєлгородська область) — російський боксер, чемпіон Європи серед аматорів.

## Аматорська кар'єра
Михайло Гала займався боксом з дванадцяти років. Хоча мав не найкращі природні дані для такого виду спорту — велика вага за малого зросту, зумів в умовах жорсткої конкуренції в російському боксі стати неодноразовим переможцем і призером внутрішніх російських змагань.
На Іграх доброї волі 2001 у півфіналі програв Йохансону Мартінесу (Куба), а в бою за третє місце переміг Віктора Перуна (Україна).
На чемпіонаті Європи 2002 завоював золоту медаль.
- В 1/16 фіналу переміг Клаудіо Ришко (Румунія) — 13-3
- В 1/8 фіналу переміг Віталіюса Собачиюса (Литва) — RSCO 3
- У чвертьфіналі пройшов Магомеда Аріпгаджиєва (Білорусь) — WO.
- У півфіналі переміг Іштвана Сьоч (Угорщина) — 26-15
- У фіналі переміг Жона Дові (Франція) — 27-15